# Ectobius
Az Ectobius egy rovarnem a csótányok (Blattodea) rendjén és erdei csótányfélék (Ectobiidae) családján belül. Más rendszerezések szerint a nem a csótányfélék (Blattidae) családjába, és az Ectobiinae alcsaládba tartozik.
A nem tagjai elsősorban Európában, a palearktikus faunatartomány keleti részén és a Közel-Keleten őshonosak. Egyes fajaik a behurcolások által már az Egyesült Államokban is megtalálhatók.
A kifejlett példányok nagyjából 6-12 mm nagyságúak, testük színezete általában a barnától a sárgásig terjed.
A nőstények általában nagyobbak a hímeknél, és szárnyaik rövidebbek. A hímek szárnyai az egész potrohot befedik. A nimfák hasonlítanak a kifejlett egyedekre, elsősorban méretükben és szárnyaik hiányában lelhetők fel a különbségek.

## Fajok
A nembe 3 alnem, ezeken belül 75 faj tartozik.
- Capraiellus Harz, 1976
  - kis erdeicsótány (Ectobius panzeri) Stephens, 1835
  - Ectobius tamaninii Galvagni, 1972
- Ectobiola Uvarov, 1940
  - Ectobius duskei Adelung, 1906
- Ectobius Stephens, 1835
  - Ectobius aeoliensis Failla & Messina, 1974
  - Ectobius aethiopicus (Shelford, 1910)
  - Ectobius aetnaeus Ramme, 1927
  - Ectobius africanus Saussure, 1899
  - Ectobius albicinctus (Brunner von Wattenwyl, 1861)
  - Ectobius alleni Rehn, 1931
  - Ectobius baccettii Failla & Messina, 1979
  - Ectobius balcani Ramme, 1923
  - Ectobius brunneri Seoane, 1879
  - Ectobius burri Adelung, 1917
  - Ectobius corsorum Ramme, 1923
  - Ectobius darbandae Rehn, 1931
  - Ectobius delicatulus Bei-Bienko, 1950
  - Ectobius eckerleini Harz, 1977
  - sárgatorú erdeicsótány (Ectobius erythronotus) Burr, 1898
  - Ectobius filicensis Failla & Messina, 1974
  - Ectobius finoti Chopard, 1943
  - Ectobius frieseanus Princis, 1963
  - Ectobius haeckeli Bolívar, 1876
  - Ectobius heteropterus Bei-Bienko, 1963
  - Ectobius ichnusae Failla & Messina, 1982
  - Ectobius indicus Bei-Bienko, 1938
  - Ectobius intermedius Failla & Messina, 1981
  - Ectobius involutus Rehn, 1931
  - Ectobius jarringi (Hanitsch, 1938)
  - Ectobius kervillei Bolívar, 1907
  - Ectobius kikensis Rehn, 1931
  - Ectobius kikuyuensis Rehn, 1931
  - Ectobius kirgizius Bei-Bienko, 1936
  - Ectobius kraussianus Ramme, 1923
  - Ectobius lagrecai Failla & Messina, 1981
  - lapp erdeicsótány (Ectobius lapponicus) (Linnaeus, 1758)
  - Ectobius larus Rehn, 1931
  - Ectobius leptus Rehn, 1931
  - Ectobius lineolatus (Rehn, 1922)
  - Ectobius lodosi Harz, 1983
  - Ectobius lucidus (Hagenbach, 1822)
  - Ectobius makalaka Rehn, 1931
  - Ectobius minutus Failla & Messina, 1978
  - Ectobius montanus Costa, 1866
  - Ectobius neavei Shelford, 1911
  - Ectobius nicaeensis (Brisout de Barneville, 1852)
  - Ectobius nuba Rehn, 1931
  - Ectobius pallidus (Olivier, 1789)
  - Ectobius palpalis Chopard, 1958
  - Ectobius parvosacculatus Failla & Messina, 1974
  - Ectobius pavlovskii Bei-Bienko, 1936
  - Ectobius punctatissimus Ramme, 1922
  - Ectobius pusillus Bei-Bienko, 1967
  - Ectobius pyrenaicus Bohn, 1989
  - Ectobius rammei Rehn, 1926
  - Ectobius sardous Baccetti, 1991
  - Ectobius scabriculus Failla & Messina, 1976
  - Ectobius semenovi Bei-Bienko, 1935
  - Ectobius siculus Ramme, 1949
  - Ectobius sjoestedti (Shelford, 1910)
  - Ectobius stanleyanus Rehn, 1931
  - Ectobius subvitreus Bei-Bienko, 1936
  - Ectobius supramontes Bohn, 2004
  - fekete erdeicsótány (Ectobius sylvestris) (Poda, 1761)
  - Ectobius tadzhikus Bei-Bienko, 1935
  - Ectobius textilis Rehn, 1931
  - Ectobius ticinus Bohn, 2004
  - Ectobius tingitanus Bolívar, 1914
  - Ectobius togoensis Ramme, 1923
  - Ectobius tuscus Galvagni, 1978
  - Ectobius tyrrhenicus Failla & Messina, 1973
  - Ectobius usticaensis Failla & Messina, 1974
  - Ectobius vittiventris (Costa, 1847)
  - Ectobius willemsei Failla & Messina, 1980

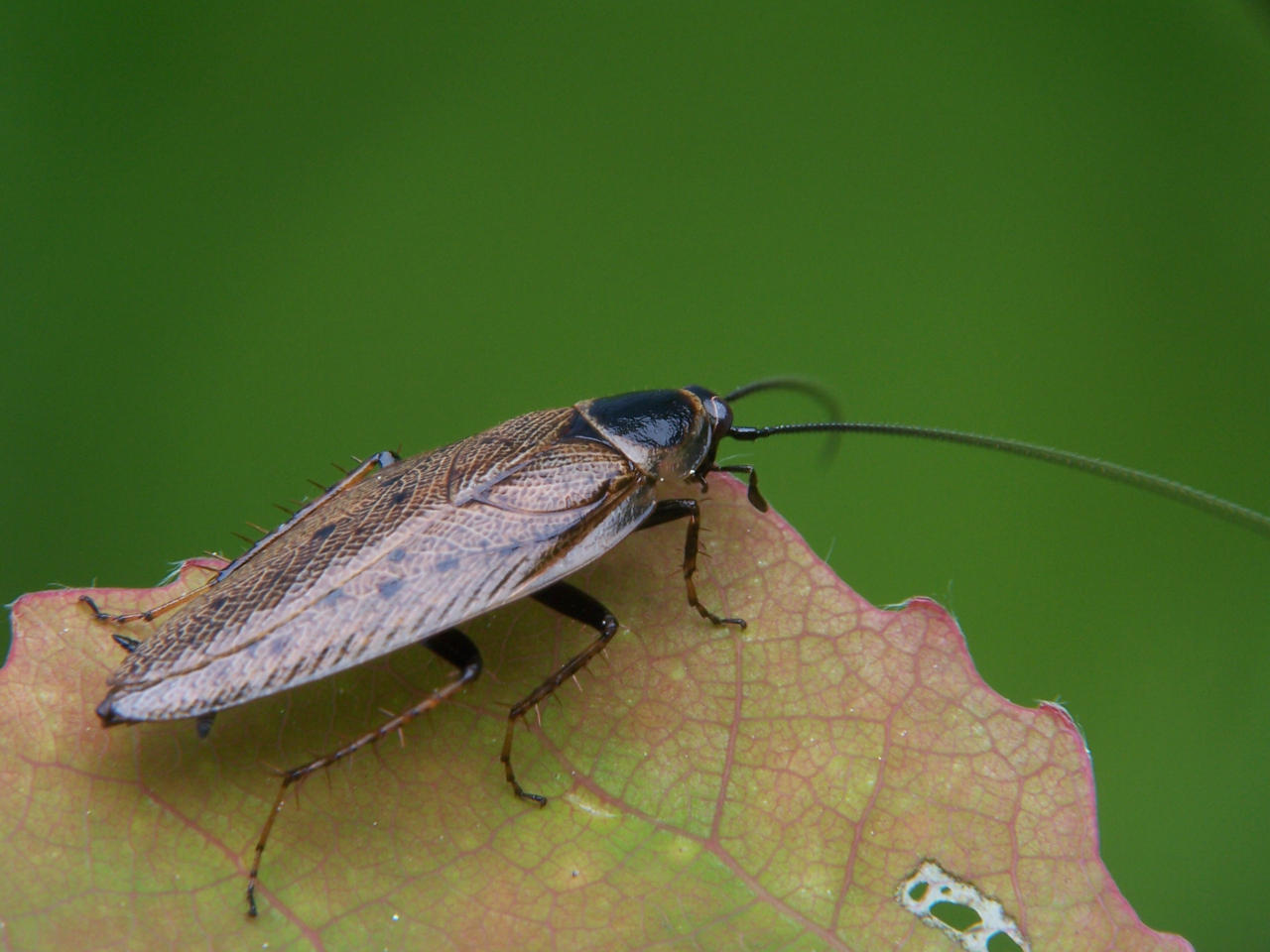
Ectobius lapponicus
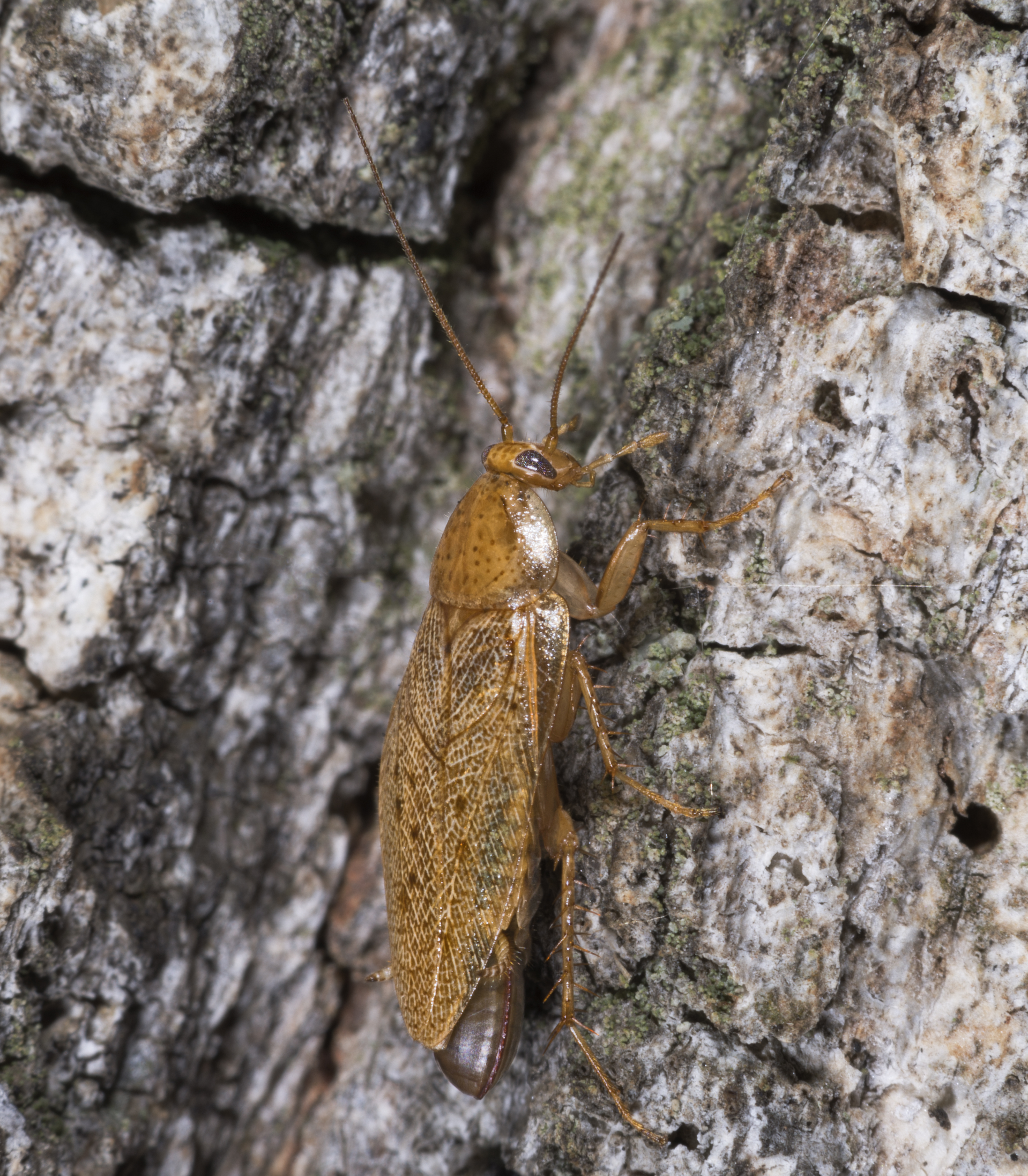
Ectobius pallidus
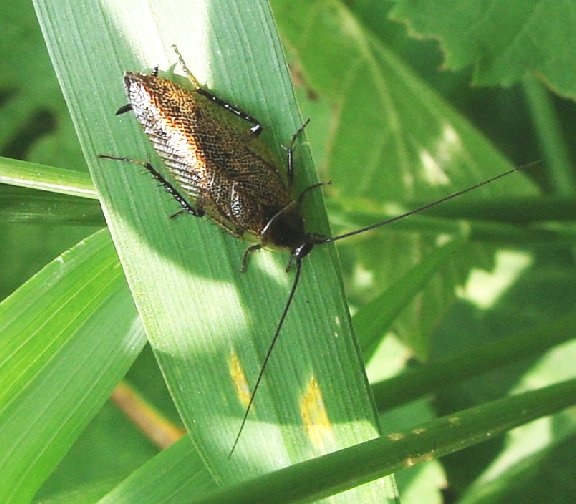
Ectobius sylvestris
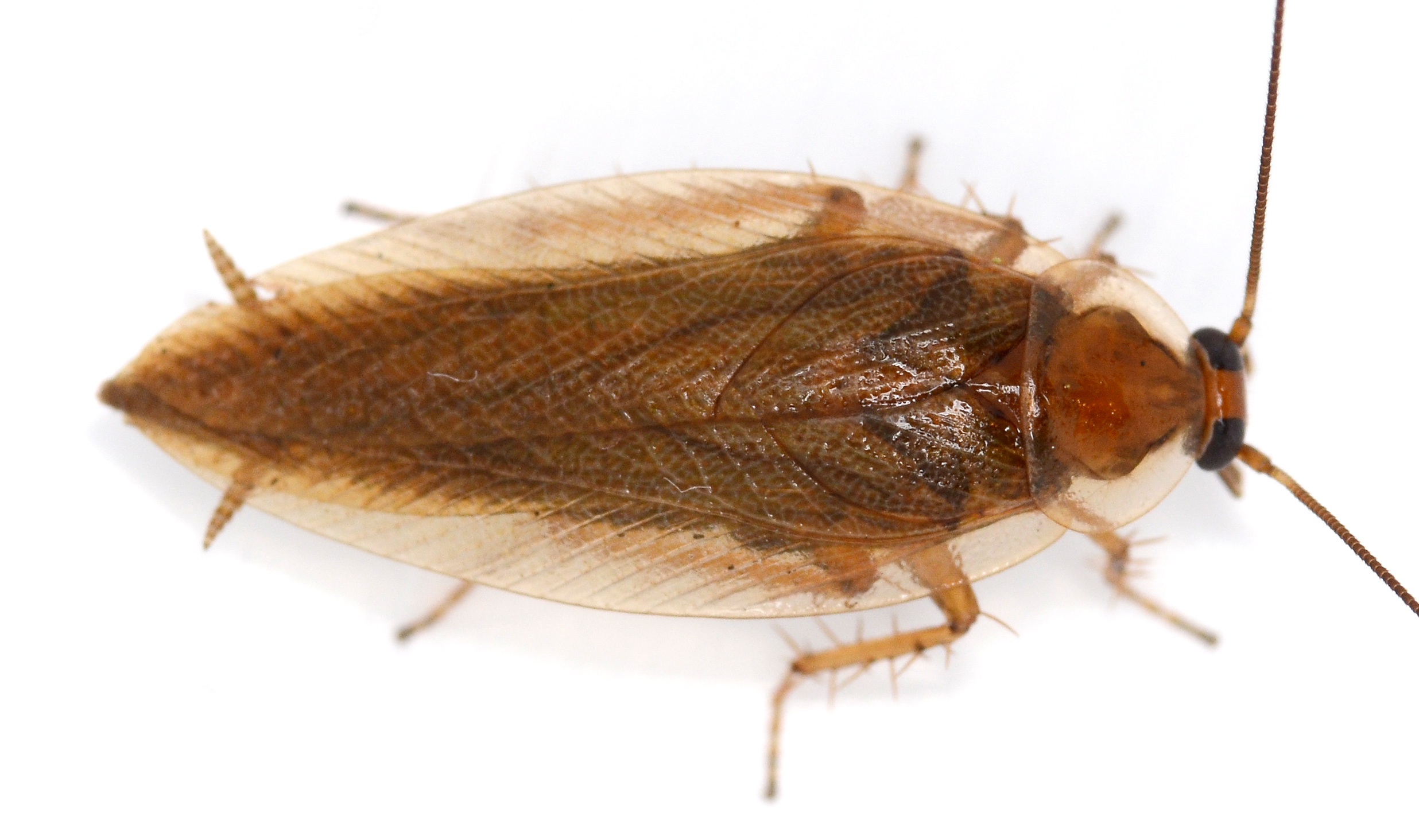
Ectobius vittiventris